# Canagliflozin
Il Canagliflozin  (commercializzato negli Stati Uniti d'America con il nome Invokana) è un farmaco per il trattamento del diabete mellito di tipo 2.
È stato sviluppato da Mitsubishi Tanabe Pharma ed è commercializzato sotto licenza da Janssen, una divisione della Johnson & Johnson.
Nel marzo del 2013, il canagliflozin è diventato il primo inibitore del SGLT2 ad essere approvato negli Stati Uniti.

## Farmacodinamica
Il Canagliflozin è un inibitore del trasportatore di membrana sottotipo 2 della proteina di trasporto selettivo del sodio glucosio (SGLT2), che è responsabile per almeno il 90% del riassorbimento del glucosio nel rene. Esso blocca il riassorbimento del glucosio dal rene, aumentando l'escrezione di glucosio e abbassandone quindi i livelli ematici nelle persone affette da diabete.

## Indicazioni
Il canagliflozin è stato studiato come monoterapia o in combinazione con altre terapie del diabete tipo 2 quali metformina, sulfaniluree, pioglitazone e insulina. Il farmaco non deve essere usato per trattare le persone con chetoacidosi diabetica o in quelle con insufficienza renale grave, malattia renale cronica terminale e nei pazienti in dialisi.

## Effetti avversi
Gli effetti avversi più comuni del farmaco sono infezione vaginale e infezione delle vie urinarie da candida nel 10% dei pazienti. Inoltre l'effetto diuretico del farmaco può determinare, in alcuni casi, una riduzione del volume intravascolare che porta a ipotensione posturale o ortostatica. Questo può causare vertigini o lipotimia (svenimenti), più comuni nei primi tre mesi di terapia. Sono segnalati anche casi di gangrena di Fournier (fascite necrotizzante del perineo).